# Holderbank (Argovia)
Holderbank (toponimo tedesco) è un comune svizzero di 1 214 abitanti del Canton Argovia, nel distretto di Lenzburg.

## Monumenti e luoghi d'interesse

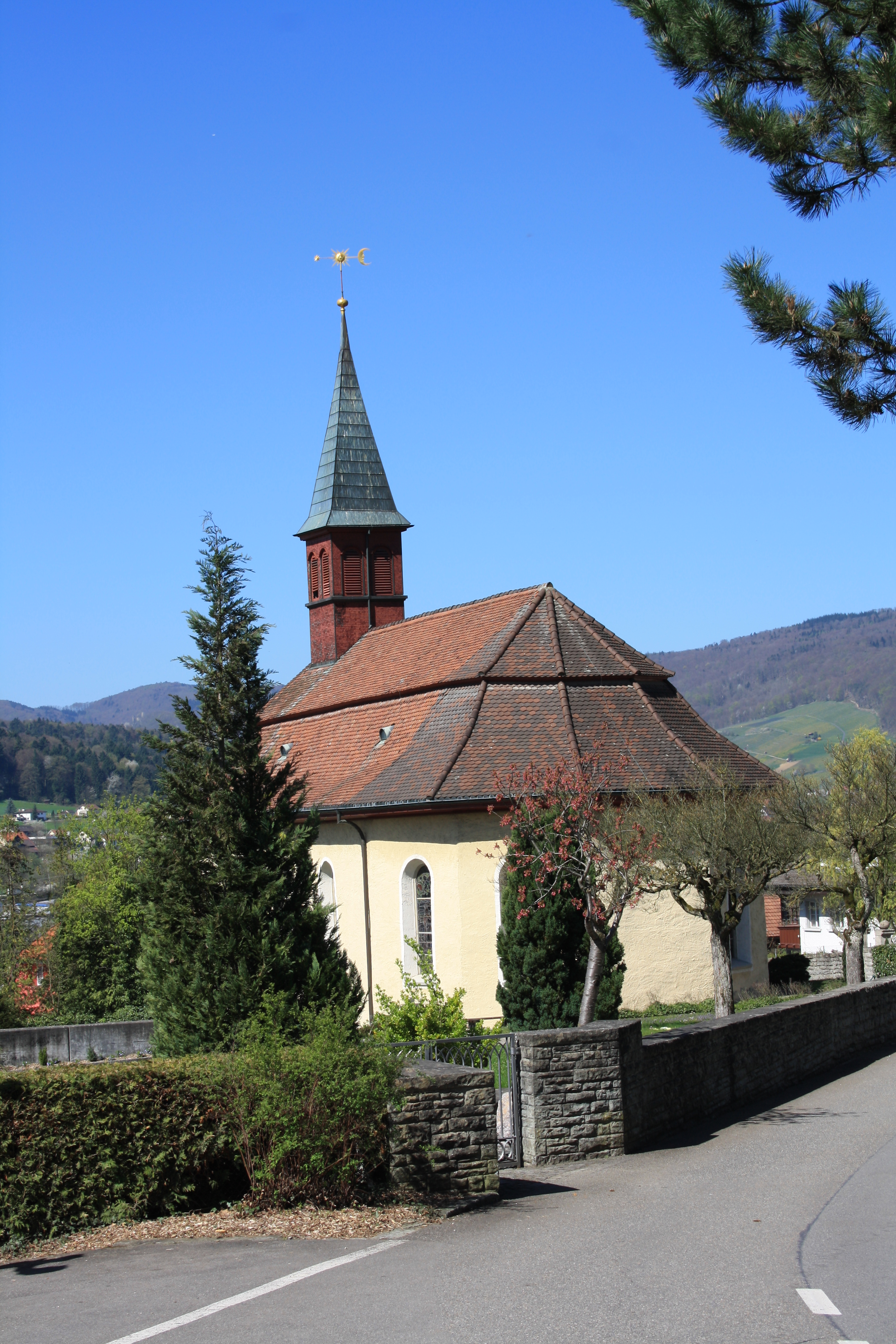
La chiesa riformata

- Chiesa riformata, attestata dal 1275 e ricostruita nel 1701-1702 da Samuel Jenner[1].

## Società

### Evoluzione demografica
L'evoluzione demografica è riportata nella seguente tabella:
Abitanti censiti

## Infrastrutture e trasporti
Holderbank è servito dall'omonima stazione sulla ferrovia Zurigo-Olten.

## Amministrazione
Ogni famiglia originaria del luogo fa parte del cosiddetto comune patriziale e ha la responsabilità della manutenzione di ogni bene ricadente all'interno dei confini del comune.